# Пахомов, Иван Дмитриевич
Иван Дмитриевич Пахомов (19 января 1924 — 5 января 2001) — передовик советского сельского хозяйства, бригадир совхоза имени XXI съезда КПСС Кожевниковского района Томской области, Герой Социалистического Труда (1975).

## Биография
Родился 19 января 1924 года в селе Еловка (на территории современной Томской области) в русской семье. С детства имел тягу к познанию техники. После шести классов обучения в школе поступил на курсы трактористов в селе Уртам. С 1939 года начал трудовую деятельность в колхозе «Победа».
В 1942 году призван в Красную Армию. Месяц проходил обучение в Югре, а затем направлен на фронт. Служил на центральном фронте миномётчиком. В ноябре был тяжело контужен, по ошибке домой была направлена похоронка. Вернулся после излечения домой, где мать его выхаживала и восстанавливала. Выздоровев стал работать на тракторе в колхозе, но в июне 1943 года вновь ушёл на фронт. Воевал в 609 стрелковом полку разведчиком. На реке Десна был вновь ранен и отправлен в госпиталь в Калугу. Излечившись опять был направлен на фронт. В 1945 году находился в Маньчжурии. Потом направлен служить в комендатуру в Германию. война для него завершилась в 1947 году.
Демобилизовавшись вернулся в родной колхоз, работал на тракторе и комбайне. 15 лет отработал на комбайне, а затем ему доверили возглавить бригаду совхоза имени XXI съезда КПСС.
Указом Президиума Верховного Совета СССР от 10 февраля 1975 года за выдающиеся успехи, достигнутые во Всесоюзном социалистическом соревновании, и проявленную трудовую доблесть в выполнении принятых обязательств девятой пятилетки по увеличению производства и продажи государству продуктов земледелия и животноводства Ивану Дмитриевичу Пахомову присвоено звание Героя Социалистического Труда с вручением ордена Ленина и золотой медали «Серп и Молот».
В 1984 году вышел на заслуженный отдых.
Избирался депутатом Кожевниковского районного Совета депутатов, а также был депутатом Томского областного Совета депутатов. Неоднократно принимал участие в выставках на ВДНХ.
Умер 5 января 2001 года в Новосибирске. Похоронен на Гусинобродском кладбище.

## Награды
За трудовые и боевые успехи удостоен:
- золотая звезда «Серп и Молот» (10.02.1975)
- два Ордена Ленина (1957, 10.02.1975)
- орден Отечественной войны I степени (11.03.1985)
- Орден Трудового Красного Знамени (1973)
- Медаль За отвагу (31.05.1944)
- другие медали.